# مجتمع عالی آموزشی صنعت آب و برق آذربایجان
مجتمع عالی آموزشی و پژوهشی آذربایجان، در سال ۱۳۵۹ در فضایی به مساحت ۱۲ هکتار در غرب تبریز احداث شده‌است و با بهره گیری از امکانات وسیع آموزشی و رفاهی، وظیفه ارائه آموزشهای علمی ـ کاربردی و آموزشهای تخصصی و کوتاه مدت به کارکنان صنعت آب و برق و واحدهای صنعتی در منطقه شمال غرب کشور را به عهده دارد..
مجتمع آذربایجان با ساختمانها، تأسیسات، آزمایشگاهها و کارگاههای مجهز به پیشرفته‌ترین دستگاههای آزمایشگاهی و کارگاهی، آموزشهای علمی ـ کاربردی را ارائه می‌دهد.
	استان‌های حوزه فعالیت: آذربایجان شرقی، آذربایجان غربی، اردبیل، زنجان 	
	مراکزآموزشی وابسته: واحد آموزشی بناب، مرکز ملی آموزش مدیریت انرژی، واحد آموزشی ارومیه، واحد آموزشی اردبیل 	
	گروههای آموزشی: آموزشهای ارائه شده در مجتمع با توجه به تنوع رشته‌های موجود به پنج گروه آموزشی به شرح زیر تقسیم می‌شوند. 	  	

گروه مهندسی آب و محیط زیست
گروه مهندسی برق
گروه مهندسی نیروگاه
گروه مهندسی انرژی
گروه مدیریت، علوم پایه و رایانه